# Bathytoma agnata
Bathytoma agnata é uma espécie de gastrópode da família Borsoniidae.